# Collège Regent's Park
Le Collège Regent's Park  (anglais : Regent's Park College) est un collège universitaire baptiste à Oxford (permanent private hall de l'Université d'Oxford), Angleterre, au Royaume-Uni. Il est affilié à l’Union baptiste de Grande-Bretagne.

## Histoire

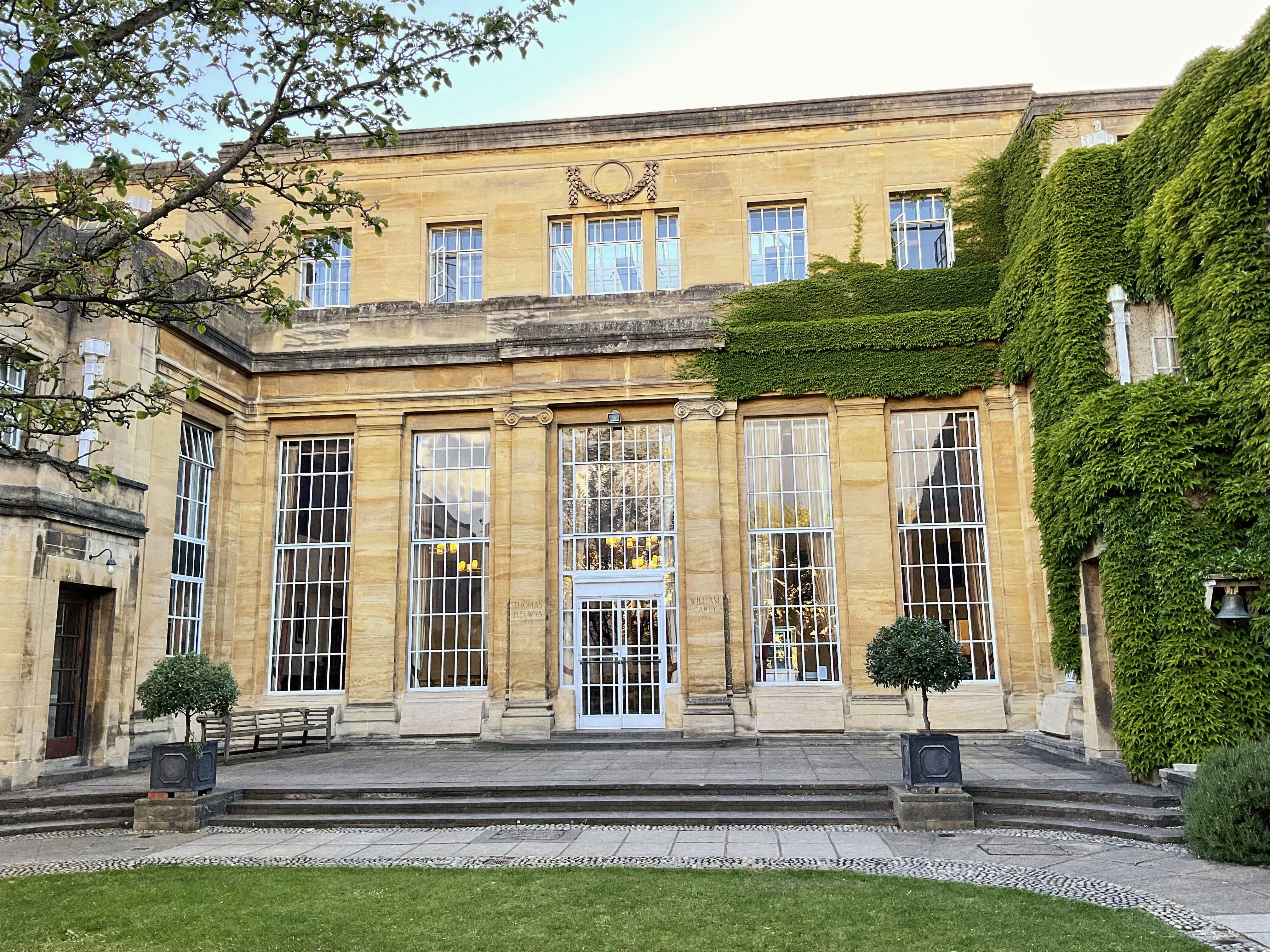
Collège Regent's Park, à Oxford

L'école a ses origines dans la fondation du Collège baptiste de Stepney dans l’East End de Londres par la Société d'éducation baptiste de Londres en 1810. En 1927, elle a déménagé sur le campus de l'Université d'Oxford . En 1957, elle est devenue un permanent private hall de l'Université d'Oxford .

## Programmes
L’école offre des programmes en arts, sciences humaines et en théologie évangélique, dont des certificats, des baccalauréats et des masters .

## Partenaires
L’école est partenaire de l’Union baptiste de Grande-Bretagne .